# Hush
 Der er for få eller ingen kildehenvisninger i denne artikel, hvilket er et problem. Du kan hjælpe ved at angive troværdige kilder til de påstande, som fremføres i artiklen.

Hush er en dansk popduo der har eksisteret siden 1997, duoen består af sangeren Dorthe Gerlach og guitaristen Michael Hartmann.
Gruppens debutalbum, A Lifetime, udkom i 2004. Siden har de udgivet seks albums, hvoraf det seneste, Fading into golden, udkom i 2024.
Duoen har været nomineret til adskillige Danish Music Awards.

## Historie
Michael Hartmann har en fortid som musiker for Marie Frank, men fik i 1997 lyst til at arbejde med egne ideer. Han fik kontakt med Dorthe Gerlach, og de dannede i første omgang en gruppe med tre andre musikere, som spillede mere tempofyldt og rocket musik, end de senere er blevet kendt for. Gruppen havde hjemme i Randers, men efter tre år blev de to enige om at satse på en mere nøgen og inderlig musik, og de flyttede til København. Her forsøgte de i længere tid at få en pladekontrakt, men på trods af de fik nummeret "If I Was" med på soundtracket til filmen Monas verden i 2001, og det blev Ugens Uundgåelige på P3, havde duoen ikke held med at få en kontrakt.
Duoen besluttede sig for at tage til en showcase i London i 2002, hvor de spillede for en række engelske branchefolk. En konsekvens af dette blev, at de fik en engelsk manager. I begyndelsen af 2003 drog de til Nashville for at udveksle ideer med amerikanske sangskrivere, og dette bekræftede dem i, at de havde et særligt musikalsk udtryk.[kilde mangler] Endnu en showcase i London gav fine anmeldelser i den engelske musikpresse, og omsider fik de kontrakt med pladeselskabet Universal. I 2004 udkom omsider det første album, A Lifetime, der gav guldplade for et salg på over 20.000 eksemplarer i Danmark. 
Siden har gruppen turneret meget i Danmark samt forskellige andre lande, herunder Canada. Gruppen har også spillet som opvarmning for Turin Brakes og Stephen Fretwell i 2005 samt Jamie Cullum i 2006.
I 2005 indgik duoen en aftale med bilfirmaet VW om brugen af sangen "Lovestruck" fra det første album i reklamefilm over hele Europa.

## Musikken
Gruppens musik er præget af simpel instrumentering, der akkompagnerer Dorthe Gerlachs stemme. Sangene adskiller sig en del fra andre danske navnes sange midt i 2000'erne med melankoli uden at være hulkende.[kilde mangler] Gruppen adskiller sig også fra andre navne ved at bruge instrumenter, der er utraditionelle i popmusik, så som mandolin, banjo og mellotron.

## Diskografi

### Studiealbum
| År   | Album                     | Højeste placering | Certificering |
| År   | Album                     | Danmark           | Certificering |
| ---- | ------------------------- | ----------------- | ------------- |
| 2004 | A Lifetime                | 1                 | - Guld        |
| 2007 | For All the Right Reasons | 3                 | - Guld        |
| 2008 | Backroads                 | 11                |               |
| 2011 | Dark Horse                | 14                |               |
| 2018 | Sand                      | 6                 |               |
| 2024 | Fading into Golden        |                   |               |

### Livealbum
- Live I Koncertsalen – Med DRs Underholdningsorkester (2012)

## Hæder
Gruppen fik ved Danish Music Awards i 2005 nomineringer i ikke mindre end fem kategorier, dog uden at vinde.
De vandt endvidere den europæiske Border Breaker-pris i 2005 som en af de europæiske kunstnere, hvis debutalbum har solgt mest i EU uden for eget land.